# プチマリッジ
『プチ・マリッジ』（Petit-Marrige）は、2002年4月10日から同年9月25日までフジテレビ系列で放送されていたバラエティ番組である。

## 番組概要
毎週結婚を控えたカップルに同棲してもらい、部屋につけたカメラでそのカップルの生活を拝見し、恋愛と結婚の違いについて考える番組である、MCは男女別室のモニターでチェックし、それぞれの結婚観について語る。
フジテレビの水曜バラパラ枠では唯一、年を越せずに終了した番組でもある。

## 放送時間
- 毎週水曜23:00～23:30

## MC
- 飯島愛（女性スタジオ担当）
- 石原良純（男性スタジオ担当）

## テーマソング
- 「for you」day after tomorrow

## スタッフ
- 構成：富樫佳織、森和盛、とちぼり元
- プロデューサー：金田耕司（フジテレビ）
- 技術協力：八峯テレビ
- 美術協力：フジアール
- 制作協力：IVSテレビ制作
- 制作：フジテレビ制作センター

| フジテレビ系列 水曜23:00枠（バラパラ水曜日） | フジテレビ系列 水曜23:00枠（バラパラ水曜日） | フジテレビ系列 水曜23:00枠（バラパラ水曜日） |
| 前番組                                       | 番組名                                       | 次番組                                       |
| -------------------------------------------- | -------------------------------------------- | -------------------------------------------- |
| ココリコミラクルタイプ ※「水10!」枠に移動    | プチマリッジ                                 | HR                                           |